# Bahnstrecke Culmont-Chalindrey–Gray
| Champlitte mit Bahnhof im Hintergrund Anfang des 20. Jahrhunderts |                      |                                                               |                                                               |
| Streckennummer (SNCF): | 846 000              |                                                               |                                                               |
| Kursbuchstrecke (SNCF): | 155                  |                                                               |                                                               |
| Streckenlänge: | 44,9 km              |                                                               |                                                               |
| Spurweite: | 1435 mm (Normalspur) |                                                               |                                                               |
| Maximale Neigung: | 6 ‰                  |                                                               |                                                               |
| |                      |                                                               |                                                               |
| \| \| \| Bahnstrecke Paris–Mulhouse von Paris-Est \| \| \| \| 307,6 \| Culmont-Chalindrey \| 322 m \| \| \| \| Bahnstrecke Paris–Mulhouse von/nach Vesoul und Toul \| \| \| \| ~308,6 \| Bahnstrecke Is-sur-Tille–Culmont-Chalindrey nach Is-sur-Tille \| Bahnstrecke Is-sur-Tille–Culmont-Chalindrey nach Is-sur-Tille \| \| \| \| Gleisanlieger \| \| \| \| ~309,8 \| Streckenende \| Streckenende \| \| \| 312,8 \| Violot \| Violot \| \| \| 315,8 \| Rivières-le-Bois \| Rivières-le-Bois \| \| \| 318,5 \| Grandchamp \| Grandchamp \| \| \| 320,4 \| Maâtz \| Maâtz \| \| \| ~323,9 \| Département Haute-Marne / Haute-Saône \| Département Haute-Marne / Haute-Saône \| \| \| 325,6 \| Leffond \| Leffond \| \| \| 330,3 \| Montarlot \| Montarlot \| \| \| \| Chemins de fer départementaux (CD) von Dijon \| \| \| \| 333,0 \| Champlitte \| Champlitte \| \| \| 336,7 \| Neuvelle-lès-Champlitte \| Neuvelle-lès-Champlitte \| \| \| ~338,4 \| N 67 \| N 67 \| \| \| 340,7 \| Écuelle \| Écuelle \| \| \| 342,7 \| Oyrières \| Oyrières \| \| \| 348,1 \| Chargey-lès-Gray \| Chargey-lès-Gray \| \| \| \| Bahnstrecke Vaivre–Gray von Vesoul \| \| \| \| ~351,6 \| N 70 \| N 70 \| \| \| 352,5 \| Gray \| 193 m \| \| \| \| Bahnstrecke Gray–Fraisans nach Labarre \| \| \| \| \| Bahnstrecke Saint-Julien–Gray nach Is-sur-Tille \| \| \| \| \| Bahnstrecke Gray–Saint-Jean-de-Losne nach Auxonne \| \| |                      |                                                               |                                                               |
| Strecke |                      | Bahnstrecke Paris–Mulhouse von Paris-Est                      | Bahnstrecke Paris–Mulhouse von Paris-Est                      |
| Bahnhof | 307,6                | Culmont-Chalindrey                                            | 322 m                                                         |
| Abzweig geradeaus, nach links und von links |                      | Bahnstrecke Paris–Mulhouse von/nach Vesoul und Toul           | Bahnstrecke Paris–Mulhouse von/nach Vesoul und Toul           |
| Abzweig geradeaus und nach rechts | ~308,6               | Bahnstrecke Is-sur-Tille–Culmont-Chalindrey nach Is-sur-Tille | Bahnstrecke Is-sur-Tille–Culmont-Chalindrey nach Is-sur-Tille |
| Abzweig geradeaus und nach rechts |                      | Gleisanlieger                                                 | Gleisanlieger                                                 |
| | ~309,8               | Streckenende                                                  | Streckenende                                                  |
| Haltepunkt / Haltestelle (Strecke außer Betrieb) | 312,8                | Violot                                                        | Violot                                                        |
| Haltepunkt / Haltestelle (Strecke außer Betrieb) | 315,8                | Rivières-le-Bois                                              | Rivières-le-Bois                                              |
| Haltepunkt / Haltestelle (Strecke außer Betrieb) | 318,5                | Grandchamp                                                    | Grandchamp                                                    |
| Bahnhof (Strecke außer Betrieb) | 320,4                | Maâtz                                                         | Maâtz                                                         |
| Grenze (Strecke außer Betrieb) | ~323,9               | Département Haute-Marne / Haute-Saône                         | Département Haute-Marne / Haute-Saône                         |
| Haltepunkt / Haltestelle (Strecke außer Betrieb) | 325,6                | Leffond                                                       | Leffond                                                       |
| Haltepunkt / Haltestelle (Strecke außer Betrieb) | 330,3                | Montarlot                                                     | Montarlot                                                     |
| U-Bahn-Strecke von rechts (außer Betrieb) · Strecke |                      | Chemins de fer départementaux (CD) von Dijon                  | Chemins de fer départementaux (CD) von Dijon                  |
| U-Bahn-Kopfbahnhof Streckenende · Bahnhof (Strecke außer Betrieb) | 333,0                | Champlitte                                                    | Champlitte                                                    |
| Haltepunkt / Haltestelle (Strecke außer Betrieb) | 336,7                | Neuvelle-lès-Champlitte                                       | Neuvelle-lès-Champlitte                                       |
| Bahnübergang (Strecke außer Betrieb) | ~338,4               | N 67                                                          | N 67                                                          |
| Haltepunkt / Haltestelle (Strecke außer Betrieb) | 340,7                | Écuelle                                                       | Écuelle                                                       |
| Bahnhof (Strecke außer Betrieb) | 342,7                | Oyrières                                                      | Oyrières                                                      |
| Haltepunkt / Haltestelle (Strecke außer Betrieb) | 348,1                | Chargey-lès-Gray                                              | Chargey-lès-Gray                                              |
| Abzweig ehemals geradeaus und von links |                      | Bahnstrecke Vaivre–Gray von Vesoul                            | Bahnstrecke Vaivre–Gray von Vesoul                            |
| Bahnübergang | ~351,6               | N 70                                                          | N 70                                                          |
| Bahnhof | 352,5                | Gray                                                          | 193 m                                                         |
| Abzweig geradeaus und ehemals nach links |                      | Bahnstrecke Gray–Fraisans nach Labarre                        | Bahnstrecke Gray–Fraisans nach Labarre                        |
| Abzweig geradeaus und nach rechts |                      | Bahnstrecke Saint-Julien–Gray nach Is-sur-Tille               | Bahnstrecke Saint-Julien–Gray nach Is-sur-Tille               |
| Strecke |                      | Bahnstrecke Gray–Saint-Jean-de-Losne nach Auxonne             | Bahnstrecke Gray–Saint-Jean-de-Losne nach Auxonne             |

Die Bahnstrecke Culmont-Chalindrey–Gray ist eine ehemalige Eisenbahnstrecke in den französischen Départements Haute-Marne und Haute-Saône. Sie wurde im Sommer 1852 konzessioniert und 1970 zunächst nur für den Personenverkehr, 1991 nach einer Entgleisung auch für den übrigen Verkehr geschlossen. Sie war eingleisig und nie elektrifiziert. Die Kilometrierung erfolgt vom Bahnhof Paris-Est.

## Geschichte

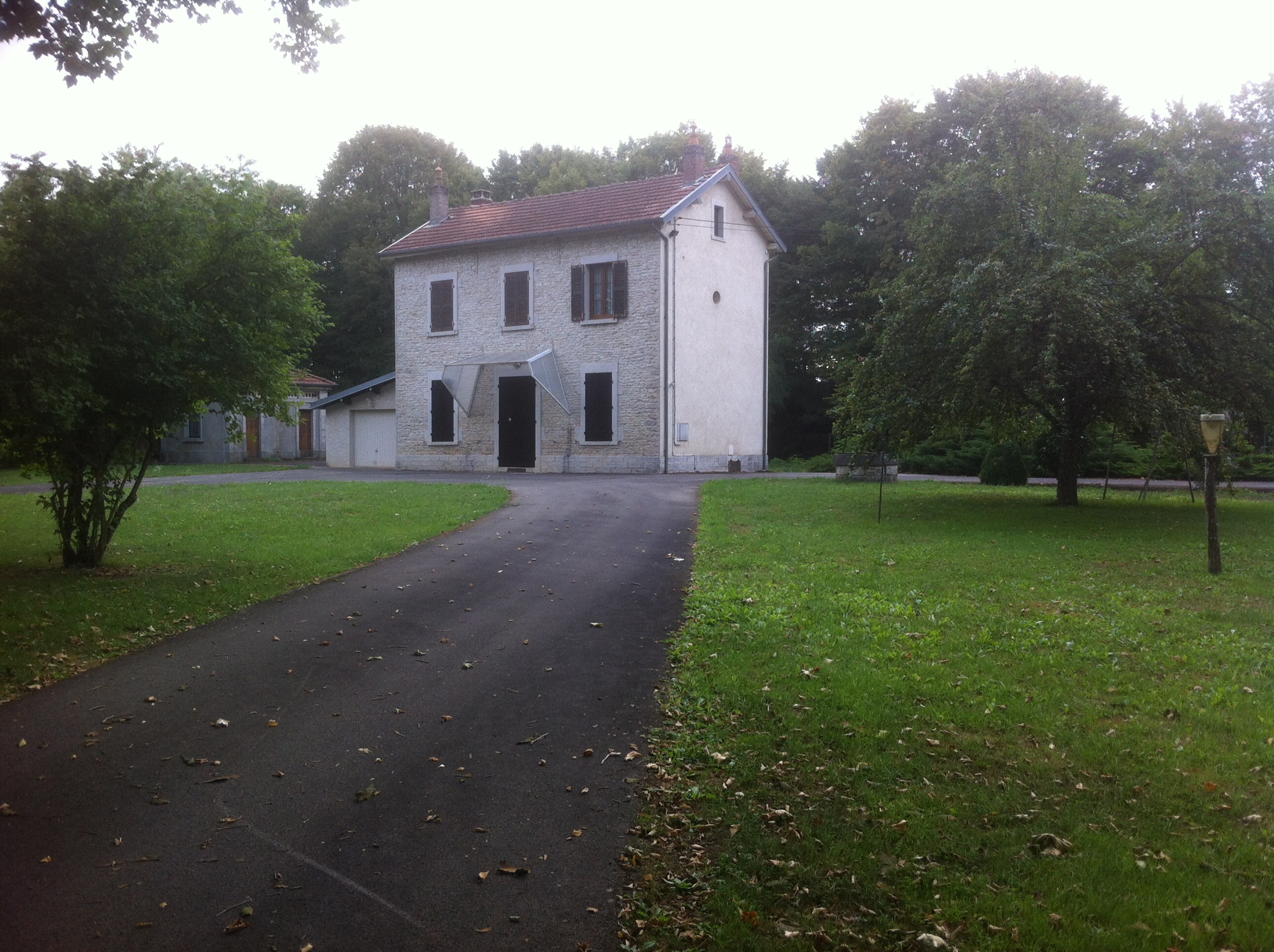
Bahnhof von Maâtz in Einheitsbauweise.

Die erste Konzession für diese geplante Strecke erhielten die Konzessionäre Eugène und Alfred de Vandeul, Jean-Marie de Grimaldi, Josiah Wilkinson, Georges Burge, Georges Hennet und James Rhodes, die durch eine notarielle Urkunde vom 29. Mai und 1. Juni 1852 die Chemin de fer «Compagnie de chemin de fer de Blesmes à Saint-Dizier et à Gray» (Gesellschaft der Eisenbahnen von Blesmes und Saint-Dizier nach Gray) bilden. Die vier letztgenannten Herren waren alle aus der Gegend von London. Dieser Gründung wurde am 4. Juni 1852 per Dekret zugestimmt. Sie war damit die Verlängerung der Bahnstrecke Blesme-Haussignémont–Chaumont und Chaumont–Chalindrey an der Bahnstrecke Paris–Mulhouse, die im Unterschied zu diesem südlichen Ende beide zweigleisig ausgeführt wurden.
Der Konzessionsvertrag verpflichtete die Konzessionäre zur Fertigstellung innerhalb von fünf Jahren und beinhaltete gleichzeitig eine Subvention von 10 Mio. Franc, die in zehn Raten gezahlt werden sollte, die letzte aber erst nach vollständiger in Betriebnahme der Strecke.
Bereits ein Jahr später, am 23. Juli 1853, wurde die Konzession an die Chemins de fer de l’Est verkauft, die die Strecke baute, am 22. Juli 1858 eröffnete, nachdem erst drei Monate zuvor der Abschnitt Langres–Belfort, und damit der Lückenschluss in der Bahnstrecke Paris–Mulhouse gefüllt werden konnte. Sie blieb bis zur Übernahme durch die Staatsbahn SNCF zum 1. Januar 1938 in ihrem Betrieb.

## Streckenbeschreibung
Bei dieser Eisenbahnstrecke handelt es sich um eine Nord-Süd-Verbindung, die an bereits bestehende Strecken anknüpfte, im Norden die Bahnstrecke Paris–Mulhouse und im Süden die Bahnstrecke Saint-Julien–Gray, die ab Gray weiter als Bahnstrecke Vaivre–Gray in Richtung Vesoul führte und dort wieder an die Magistrale Paris–Mulhouse anschloss.
Die Strecke verließ den Bahnhof Chaumont-Chalindrey in Richtung Gray in südliche Richtung, führte in einem weiten Bogen an dem Depot des Bahnhofes vorbei und kreuzte die Bahnstrecke Is-sur-Tille–Culmont-Chalindrey mit einem Brückenbauwerk. Etwa 1,2 km später – an dem heutigen Streckenende – kreuzte sie den noch sehr jungen Bachlauf der Douay, der sie bis zum Ende auf ihrer orohydrografisch rechten Seite bis zum Streckenende folgte, aber nicht mehr überbrückte. Das Terrain führte über die knapp 45 km bis auf wenige Ausnahmen stetig abwärts, jedoch in sehr geringem Gefälle von max. 6 Promille. So waren auch keine nennenswerten Kunstbauwerke bei der Errichtung der Strecke erforderlich.